# A Cabana do Pai Tomás (telenovela)
A Cabana do Pai Tomás é uma telenovela brasileira produzida e exibida pela TV Globo de 7 de julho de 1969 a 28 de fevereiro de 1970, em 204 capítulos. Substituiu A Grande Mentira e foi substituída por Pigmalião 70, sendo a 6.ª novela das sete da emissora. 
Baseada no romance Uncle Tom's Cabin, de Harriet Beecher Stowe, foi adaptada em formato de telenovela por Hedy Maia, com colaboração de Péricles Leal, supervisão de texto de Glória Magadan e Walther Negrão, sob direção de Fábio Sabag, Daniel Filho, Walter Campos e Régis Cardoso e direção geral de Daniel Filho.
É considerada uma obra racista pelo uso de blackface — prática de atores brancos se pintarem de preto para pareceram negros — e de estereótipos da forma de andar e falar dos afro-brasileiros para retratá-los. Logo na estreia o influente escritor Plínio Marcos escreveu um editorial de repúdio pela representação negra na novela. Apesar disso, destaca-se por trazer Ruth de Souza como a primeira atriz negra a protagonizar uma telenovela na TV Globo e a segunda na televisão brasileira, após Iolanda Braga, em A Cor da Sua Pele (1965) na Rede Tupi. Foi produzida em preto-e-branco.
Contou com Sérgio Cardoso, Ruth de Souza, Maria Luíza Castelli, Miriam Mehler, Edney Giovenazzi, Paulo Goulart, Ivete Bonfá e Isaura Bruno nos papéis principais.
Assim como grande parte das tramas anteriores ao ano de 1975, foi totalmente perdida no incêndio que atingiu o acervo da TV Globo em 1976. Restando apenas chamadas de estreia e fotos de bastidores.

## Enredo
Em 1852 no Kentucky, Estados Unidos, o fazendeiro Artur Shelby (Turíbio Ruiz) precisa vender seu mais leal casal de escravos, Tomás (Sérgio Cardoso) e Cloé (Ruth de Souza), para quitar suas dívidas, o que entristece o filho dele, George (Érico Freitas), que promete os reencontra-los e liberta-los. Levados para Nova Orleans, eles são comprados pelo diplomata Saint Clair (Paulo Goulart), dando início a uma profunda amizade entre Tomás e seu novo senhor. Prima do diplomata, Ofelia (Maria Luíza Castelli) é uma abolicionista a frente de seu tempo, que vive um romance com o sedutor Dimitrius (também Sérgio Cardoso), ao mesmo tempo que ele se envolve com a bela Bárbara (Miriam Mehler).
Prestes a alforriar Tomás e Cloé, Saint Clair é assassinado e a esposa dele, a fria Marie (Ivete Bonfá), que o desprezava e odeia negros, decide ignorar o desejo do falecido e vende-los junto com Bessie (Isaura Bruno) ao nefasto Legreé (Edney Giovenazzi). Após convencer a escrava Cassie (Jacyra Silva), que sofria abusos do senhorio, a fugir para o Canadá, onde não existe mais escravidão, e levar consigo Bessie, Tomás passa a sofrer maus-tratos constantes de Legreé, mas não desiste de ensinar aos demais escravos que existem pessoas boas no mundo e que a abolição um dia chegará.

## Elenco
| Interprete           | Personagem          |
| -------------------- | ------------------- |
| Sérgio Cardoso       | Tomás               |
| Sérgio Cardoso       | Dimitrius Kolosova  |
| Sérgio Cardoso       | Abraham Lincoln     |
| Ruth de Souza        | Cloé                |
| Maria Luíza Castelli | Ofélia Saint Clair  |
| Miriam Mehler        | Bárbara Morrison    |
| Edney Giovenazzi     | Mr. Simon Legreé    |
| Paulo Goulart        | Pierre Saint Clair  |
| Ivete Bonfá          | Marie Saint Clair   |
| Isaura Bruno         | Bessie / Emmeline   |
| Jacyra Silva         | Cassie              |
| Norah Fontes         | Jessica Morrison    |
| Felipe Carone        | Arquibaldo Morrison |
| Gésio Amadeu         | Sambo (Sam)         |
| Dalmo Ferreira       | Quimbo              |
| Milton Gonçalves     | Hasan (Onça)        |
| Rachel Martins       | Martha Saint Clair  |
| Érico Freitas        | George Shelby       |
| Chica Xavier         | Lica                |
| Germano Filho        | Natanié             |
| Jonas Mello          | Jimmy               |
| Renato Master        | David               |
| Lola Brah            | Condessa Grend      |
| Luiz Pini            | Conde Grend         |
| Macedo Neto          | Rudi                |
| Regina Macedo        | Ruth                |
| Isabella Cerqueira   | Eleonora            |
| Jorge Coutinho       | Angelus             |
| Haroldo de Oliveira  | Jonas               |
| Terezinha Cubana     | Piggy               |

### Participações especiais
| Ator                 | Personagem       |
| -------------------- | ---------------- |
| Turíbio Ruiz         | Mr. Artur Shelby |
| Eloísa Mafalda       | Emily Shelby     |
| João Carlos Midnight | Bêbado           |

## Produção
Para a novela, a 6.ª da emissora no horário das 19 h, foram construídos dois estúdios na emissora em São Paulo. Uma embarcação do século XIX foi reproduzida para as gravações e uma colheita de algodão, numa fazenda de Campinas foi antecipada exclusivamente para que o local servisse de locação para a história. Porém, com o incêndio que destruiu parcialmente as instalações da emissora na capital paulista, apenas uma semana após a estreia da novela, a equipe de produção foi obrigada a se transferir para o Rio de Janeiro, onde passou a contar com menos recursos.
Fábio Sabag dirigiu os oito primeiros capítulos, mas foi substituído por Daniel Filho, devido a uma séria estafa. Posteriormente Walter Campos e Régis Cardoso entraram na equipe de direção a pedido do ator Sérgio Cardoso. A Cabana do Pai Tomás foi a última novela da Globo inteiramente baseada em textos estrangeiros. A novela subsequente no horário, Pigmalião 70, já retratava a realidade brasileira.

### Blackfacee representação negra

Sérgio Cardoso utilizando blackface na telenovela ao lado de Ruth de Souza.

A Cabana do Pai Tomás é considerada uma obra racista pelo uso de blackface — prática de atores brancos se pintarem de preto para pareceram negros. Sérgio Cardoso pintava o corpo com carvão de cortiça, utilizava peruca feita com mistura de cabelo e palha de aço e rolhas no nariz para alarga-los, além de falar e andar de forma que estereotipava os afro-brasileiros. A escolha de Sérgio foi uma imposição da Colgate-Palmolive, responsável pelo patrocínio das telenovelas da Globo na década de 1960, cuja filial americana não queria seus produtos, focados nas classes A e B, ligados à um ator negro. Nos Estados Unidos, na época, era comum o uso de blackface, porém a empresa não analisou as implicações disso no Brasil, um país miscigenado.
Logo na estreia, o renomado escritor Plínio Marcos escreveu um editorial de repúdio no jornal Última Hora pela representação dos negros, considerada "grotesca", e liderou uma campanha de contra à escolha de um ator branco, alegando que no elenco da novela havia atores negros como Milton Gonçalves e Gésio Amadeu em papéis irrisórios. Após a repercussão, a TV Globo evitou utilizar blackface em suas telenovelas novamente, embora fosse comum em humorísticos até a década de 2000. A discussão sobre racismo e blackface em A Cabana do Pai Tomás retornou a partir da década de 2010, quando a imprensa resgatou-a e a própria Globo passou a utilizá-la como um exemplo em negativo sobre falta de representatividade.
A novela fez Ruth de Souza ser erroneamente referida como a primeira protagonista negra na televisão brasileira por algumas mídias, mas essa primazia pertence a Yolanda Braga, que protagonizou A Cor da Sua Pele (1965), na TV Tupi. Ruth foi, no entanto, a primeira negra a protagonizar uma telenovela da TV Globo.  Devido ao seu papel de destaque, ela teve problemas com membros do elenco; em entrevista, ela contou que algumas atrizes brancas não queriam ver seu nome atrás do nome de Ruth nos créditos, mesmo ela sendo a principal.

## Exibição
A novela começou a ser reprisada na faixa da tarde enquanto está no ar em suas últimas semanas entre 19 de janeiro a 30 de março de 1970 substituindo A Grande Mentira e  sendo substituída por Pigmalião 70.